# きみに微笑む雨
『きみに微笑む雨』（きみにほほえむあめ、原題：호우시절、好雨時節）は、2009年の韓国・中国合作映画。
中国で2008年5月に起きた四川大地震から1年後の成都を舞台とした恋愛映画である。監督・脚本はホ・ジノ、主演はチョン・ウソンとカオ・ユアンユアン。主人公2人はかつて米国留学中に出会ったという設定で、2人の会話は英語で行われている。

## キャスト
- ドンハ：チョン・ウソン
- メイ：カオ・ユアンユアン
- 支社長：キム・サンホ

## スタッフ
- 監督・脚本：ホ・ジノ
- 撮影：キム・ビョンソ
- 音楽：イ・ジェジン